# Carlo Zen
Carlo Zen (a volte italianizzato in Zeno) (Venezia, 1334 – Venezia, 8 marzo 1418) è stato un ammiraglio italiano, eroe di guerra nella lotta che vide opposta la città lagunare a Genova nel 1378-1381.

## Biografia
Lo Zen fu un uomo quanto mai "altalenante": compì numerose imprese che lo consacrarono ad eroe ma, allo stesso tempo, non riuscì mai a giungere ai vertici della repubblica veneziana perché si mostrò pure traditore e disposto a passare al miglior offerente. Figlio di Piero Zeno e con dieci fratelli (tra i quali i noti navigatori Antonio e Nicolò), rimasto orfano in giovane età e destinato dalla famiglia alla carriera ecclesiastica, venne spedito a Padova a studiare.
Dedito più alle donne ed alla bella vita che allo studio, rimasto senza un soldo, s'arruolò in una banda di mercenari e tornò a Venezia solo dopo quattro o cinque anni. Inviato come sacerdote a Patrasso la sorte gli mise davanti un percorso diverso: la città venne attaccata dai turchi ed egli prima riuscì a distinguersi per il valore, poi a farsi cacciare per aver ammazzato un cavaliere cristiano con cui aveva avuto un alterco. Si dice che, colpito durante uno scontro, stesse quasi per esser sepolto e si fosse salvato per caso. Trasferitosi a Costantinopoli, si sposò e visse come un mercante.
Per un motivo ancor oggi ignoto nel 1376 si trovò a Tenedo, appena divenuta veneziana, quando i genovesi attaccarono e per questo fece rapida carriera e si ritrovò a comandare 18 galee spedite a salvare Venezia dall'assedio genovese nel 1379. Lo Zen giunse solo il 1º gennaio 1380 in città, con un ritardo per molti sospetto, quasi avesse atteso di vedere chi avesse più speranze di vittoria. Comunque le imprese successive lo consacrarono come un valente e fedele soldato e presto fece carriera. Nel 1400 si parlò di lui anche come futuro Doge di Venezia ma alla fine venne eletto Michele Steno. Nel 1403 sconfigge una flotta genovese al largo di Modone.
Quasi che lo Zen non fosse in grado di gestire il successo senza cadere nella polvere, compromise la sua situazione quando, nel 1404, comandante dell'esercito veneziano, si fece corrompere dai nemici di Venezia per evitare che dirigesse l'esercito verso Padova. Nonostante la difesa appassionata di certi storici ottocenteschi pare quasi sicura la sua colpa dal momento che restituì la somma ricevuta e passò un anno in carcere. Impossibilitato a far carriera in seguito a questa vicenda, dal 1405 viaggiò per il Mediterraneo trovando il tempo di combattere alcune guerre, dietro compenso, e di sposarsi (e restar vedovo) per tre volte.
Ormai vecchio e malato tornò a Venezia e concluse la sua avventurosa vita nel 1418. Aveva 84 anni quando Venezia perse questo valoroso condottiero: al momento della sua morte Carlo Zen mostrava ancora ben 35 cicatrici visibili sul corpo nudo, che la Serenissima chiese di poter contemplare fino al passaggio nella camera ardente quando, seguito da un corteo di nobili e sostenitori, venne sepolto colui che con coraggio ed ardimento senza eguali difese Venezia dalla presa di Genova, contribuendo così alla rinascita e allo splendore della città.

## Riconoscimenti
Nel 2018, a circa 600 anni dalla sua morte, lo scrittore Nicola Bergamo gli dedica un libro dal titolo Carlo Zen- L’eroe di Chioggia, il quarto titolo della collana I condottieri, curata dal professor Gaetano Passarelli. Nel libro vengono evidenziate non solo le qualità ben note di uno tra i più brillanti condottieri della Serenissima, ma al contempo vengono messe in evidenza anche alcune doti sconosciute del grande ammiraglio, come l’avere avuto il merito della creazione del primo salotto intellettuale veneziano, sede di ritrovi di studiosi ed intellettuali italiani e bizantini.